# سيناغو
سيناغو ([seˈnaːk]) هي بلدية تقع في مدينة ميلانو الحضرية في منطقة لومبارديا الإيطالية ، وتقع على بعد حوالي 13 كيلومتر (8 ميل) شمال ميلانو. في من 30 نوفمبر 2017 ، كان عدد سكانها 21.519 نسمة وبلغت مساحتها 8.6 كيلومتر مربع (3.3 ميل2). 
تقع سيناغو على حدود البلديات التالية: ليمبياتي وCesate وباديرنو دونيانو وغاربنياتي ميلانيزي وبولاتي .
تقع فيلا سان كارلو بوروميو في سيناغو وهو مقر تاريخي تم بناؤه في القرن الرابع عشر مغموراً في حديقة علمانية من أحد عشر هكتارًا ويبعد 12 كيلومترًا من ميلانو.

## روابط خارجية
- www.comune.senago.mi.it/